# Герхард Райнер
Герхард Райнер  (нім. Gerhard Rainer, 19 січня 1961) — австрійський бобслеїст, олімпієць.

## Виступи на Олімпіадах
| Олімпіада       | Дисципліна | Місце |
| --------------- | ---------- | ----- |
| Альбервіль 1992 | двійка     | 8     |
| Альбервіль 1992 | четвірка   | 10    |